# Бенсон (тауншип, Миннесота)
Бенсон (англ. Benson) — тауншип в округе Суифт, Миннесота, США. На 2000 год его население составило 367 человек.

## География
По данным Бюро переписи населения США площадь тауншипа составляет 93,2 км², из которых 88,8 км² занимает суша, а 4,3 км² — вода (4,64%).

## Демография
По данным переписи населения 2000 года здесь находились 367 человек, 121 домохозяйство и 102 семьи.  Плотность населения —  4,1 чел./км².  На территории тауншипа расположено 128 построек со средней плотностью 1,4 построек на один квадратный километр. Расовый состав населения: 97,82 % белых, 0,27 % азиатов, 1,91 % — других рас США. Испанцы или латиноамериканцы любой расы составляли 4,09 % от популяции тауншипа.
Из 121 домохозяйства в 38,0 % воспитывались дети до 18 лет, в 79,3 % проживали супружеские пары, в 4,1 % проживали незамужние женщины и в 15,7 % домохозяйств проживали несемейные люди. 11,6 % домохозяйств состояли из одного человека, при том 5,8 % из — одиноких пожилых людей старше 65 лет. Средний размер домохозяйства — 2,96, а семьи — 3,23 человека.
32,4 % населения — младше 18 лет, 4,1 % — в возрасте от 18 до 24 лет, 27,0 % — от 25 до 44, 19,9 % — от 45 до 64, и 16,6 % — старше 65 лет. Средний возраст — 37 лет. На каждые 100 женщин приходилось 112,1 мужчин.  На каждые 100 женщин старше 18 приходилось 100,0 мужчин.
Средний годовой доход домохозяйства составлял 47 143 доллара, а средний годовой доход семьи —  49 107 долларов. Средний доход мужчин —  32 813  долларов, в то время как у женщин — 17 188. Доход на душу населения составил 16 446 долларов. За чертой бедности находились 5,3 % семей и 4,1 % всего населения тауншипа, из которых 7,4 % старше 65 лет.